# ملكات المافيا في مومباي
ملكات المافيا في مومباي: قصص نساء من العصابات هي رواية هندية غير خيالية عن الجريمة لعام 2011 كتبها حسين زيدي مع البحث الأصلي للمراسلة جين بورخيس. يروي 13 قصة حقيقية لنساء شاركن في أنشطة إجرامية في مومباي. قدم كل من راجكومار راو ورادهيكا أبتي وكالكي كويتشلن صوتهم للنسخة الصوتية.